# Acrophymus sigmoidalis
Acrophymus sigmoidalis är en insektsart som först beskrevs av Bolívar, I. 1889.  Acrophymus sigmoidalis ingår i släktet Acrophymus och familjen gräshoppor. Inga underarter finns listade i Catalogue of Life.